# سياسة الطاقة الكهرومائية في الولايات المتحدة

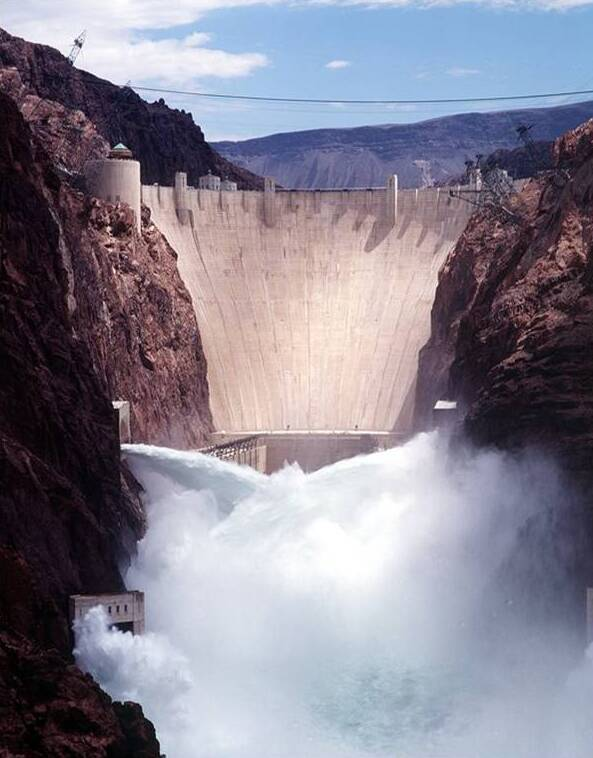
سد هوفر.

سياسة الطاقة الكهرومائية في الولايات المتحدة (بالإنجليزية: Hydropower policy in the United States) تشمل كل القوانين والقواعد والأنظمة والبرامج والوكالات التي تحكم صناعة الطاقة الكهرومائية الوطنية. والسياسة الفيدرالية فيما يتعلق بالماء تطورت على مدى وقت طويل حتى من قبل ظهور الكهرباء وفي بعض الأحيان تغيرت هذه السياسة بشكل كبير في استخدامات المياه والتكنولوجيا العلمية المتاحة والاعتبارات العلمية المتقدمة إلى يومنا هذ. وخلال هذه الفترة اختلفت أولوية استخدامات المياه التي كانت موجودة من قبل حيث تم التنافس على تدفق المياه والطاقة فضلا عن المياه نفسها والمصادر المتاحة لانتاج الطاقة. وقد تغيرت بفضل زيادة عدد السكان التي دفعت إلى زيادة الطلبات التجارية  فقد حفزت هذه العوامل إلى نمو هذا المجال وأجرت العديد من التغييرات منذ ذلك الحين وهذه العوامل تؤثرعلى استخدام هذه التكنولوجيا حتى اليوم.
السياسات الفيدرالية الاتحادية فيما يتعلق بالموارد المائية الوطنية خاصة في مجال الطاقة الكهرومائية موجود بالفعل وراسخة منذ فترة طويلة قبل أن كانت تعرف الكهرباء الحديثة.وكانت لهذه السياسات والقرارات الحكومية أثر كبير على تطوير الطاقة الكهرومائية في وقت لاحق. ومن بين أهم الوكالات الفيدرالية المشاركة سلاح المهندسين في الجيش الأمريكى. وفي حين أن السياسة الاتحادية بشأن مشاركة المياه بين الولايات المختلفة تخضع لقرار دستورية تندرج تحت بند التجارة وذلك في عام 1824م. وكانت تقتصر في البداية على تطوير الملاحة وسلامتها وبعد ذلك بوقت قصير ظهرت مطالب أخرى بعمل تحسينات داخلية.ومع صدور قانون المسح العام شرع سلاح المهندسين في جيش الولايات المتحدة في عام 1850م بعمل التحسينات على البنية التحتية من أجل السيطرة على الفيضانات والذي أدى إلى الاعتراف بالحاجة بضرورة التحقيق في فهم العلوم المعنية بالمياه.والكثير من هذه التحسينات المبكرة جاءت بتشريعات من هيئة الأنهار والموانئ والذي قام بها سلاح المهندسين.وفي بداية القرن العشرين ظهرت الحاجة إلى مطالب تقنية جديدة ومختلفه من أجل تحسين موارد المياه  تلبية لزيادة المطالب في الرى بما في ذلك الرى وأيضا زيادة الطلب على الطاقة الكهربائية في ولايات الغرب. ومن أجل الاستخدام الأفضل للموارد الطبيعية والمياه أصبحت هذه الموضوعات ذات اهتمام كبير في نظر السياسة حتى هذا الوقت للحفاظ على الروابط التارخية بين الولايات وبعضها.
صناعة الطاقة الكهرمائية لا تزال متأثرة بالأنظمة والمصالح المختلفة للوكالات والمنظمات. ومنذ عام 1977م كانت لجنة تنظيم الطاقة الفيدرالية (FERC) الهيئة التنظيمية الرئيسية لهذه الصناعة. حاليا (FERC) هي المسؤولة عن تراخيص بناء المشاريع الجديدة فضلا عن إعادة إصدار التراخيص وعمليات الرقابة على المشاريع القائمة بما في ذلك عمليات التفتيش سلامة السدود والرصد البيئي. يتم تقييم المخاوف والآثار البيئية المترتبة من ذلك على حد سواء من الوكالات الفيدرالية ووكالات الموارد الطبيعية في الدولة والقبائل الهندية. أومن الأمثلة على تلك الوكالات الفيدرالية، ولكنها ليست على سبيل الحصر، وكالة حماية البيئة (EPA)، دائرة الغابات في وزارة الزراعة، وإدارة «مصائد الأسماك البحرية الوطنية»  في وزارة التجارة ووزارة الداخلية واللجنة الوطنية للطاقة الكهرومائية وهي منظمة تجارية وتدعوا إلى سياسات لصالح الصناعة.
تقدم تكنولوجيا الطاقة الكهرومائية يتم من خلال برامج البحوث والتطوير مثل برنامج وزارة الطاقة لتوليد الطاقة الكهرمائية وهو لتعزيز استخدام تكنولوجيا توليد الطاقة الكهرومائية وفقا لمعايير الطاقة المتجددة وتقدم حوافز ماليه مختلفة ضمانات القروض لإنتاج الطاقة المتجددة (PTC) وسندات الطاقة المتجددة والنظيفة (CREB) وسندات الحفاظ على الطاقة (QECB).

## الخلفية والسياق
المياه مطلب أساسى لجميع أشكال الحياة ولكن منذ العصور القديمة والبشرية وظفت هذا المورد الطبيعي للاستخدامات  الإنتاجية الأخرى لخدمة البشرية وعلى وجه التحديد منذ آلاف السنين تعلم الإنسان التنقل في المياه وقام ببناء السدود لتحويلها لأغراض الرى والزراعة وشق القنوات المائية التي تحمله لأى مكان حيثما أمكن وتعلم تحويل طاقة نقل المياه إلى طاقة ميكانيكية لأدء العمل كما أنها كانت تستخدم طاقة الرياح والطاقة الشمسية للنقل والتدفئة. واستغرق الأمر وقتا قبل أن تقوم المدن القديمة كيف تقوم  بفصل إمدادات المياه عن مياه الصرف الصحي ومعالجة مياه الصرف الصحي. وفي وقت مبكر في الولايات المتحدة أنشأت الحكومة الاتحادية سياسة للتنقل بين الولايات وهدفت السياسة الاتحادية الي السيطرة على الفيضانات والري. ومنذ عصر الكهرباء أي قبل قرن من الزمن أصبحت المخاوف العلمية والسياسية حول الحفاظ على الموارد المائية في إطار أكبر وهو المحافظة على الموارد الطبيعية بشكل عام.وجاءت سياسة التخطيط الاتحادى على أساس الحفاظ على الصحة العامة والمياه من التلوث بالتزامن مع تطوير إمكانات إنتاج الطاقة الكهرومائية في البلاد. ومنذ الحرب العالمية الثانية أصبحت سياسة الطاقة المائية الاتحادية داخل هذه الاهتمامت والتي حاولت عمل تغييرات في سياسة الطاقة الكهرومائية للتصدي للتحديات الجديدة الشديدة الناجمة عن مستوى الاستهلاك الوطني للطاقة في الولايات المتحدة.
عندما اكتشفت القوى الاستعمارية والتجارية الأوروبية استخدامات الانهار العظيمة في أميركا سعت إلى عمل نظام  لتوفير الاستكشاف الملاحة في الأنهار الداخلية الشاسعة. وبمرور الزمن أسفرت هذه الممرات المائية وطرق التجارة في النقل  عن ثروات هائلة في العالم الجديد وسرعان ما أصبحت هدفا للتنافس بين القوى الاستعمارية المتنافسة. ومع هذا التراث واستقلالية الحكومة الوليدة ضيعت وقتاً قليلاً في بسط السيطرة على حدودها مع وضع التجارة في الاعتبار. ومع اتساع  الحدود الغربية والغير مستقر في البلاد تم وضع سياسة مبكرة وسابقة في عام 1787م في "الشمال الغربي حيث نص المرسوم الذي صدر على الاستخدام الحر للممرات المائية الداخلية وربطها بطرق الملاحة البرتغالية. ومع هذه الشروط التي شملت شراء أراضي لويزيانا في عام 1803م والذي تضاعف بها حجم البلاد. والاستحواذات الإقليمية وفرت في وقت لاحق العديد من الأنهارالتي وفرت أساس من التسوية والتي أفادت الطاقة المائية الناتجة عنها في بناء عجلات المياه وتطوير المطاحن ولكن في بعض الأحيان عُرقلت الملاحة بمنحدرات صعبة أو الشلالات المتدفقة.
وعقب قرار المحكمة بإصدار قانون المسح العام صدرت عدة قوانين لاحقة للأنهار والمرافئ طوال القرن التاسع عشر بشكل عام باستثناء أوقات الأزمات المالية وفي وقت الحرب الأهلية. ولكن بعد الحرب بدأ التحسين الداخلي والإنفاق يرتفع إلى حد كبير خاصة في الولايات الشرقية  الغنية بموارد وفيرة من المياه.
وخلال هذا الوقت بدأت مطالب جديدة لتحسين مراقبة الفيضانات والسيطرة عليها في الظهور جنبا إلى جنب مع اكتشاف مصدر جديد للطاقة من البخار. ومنذ عام 1830م أصبح النجاح التجاري للنقل وللملاحة البخارية ينتشرعلى نطاق واسع مما دفع  إلى المزيد من المطالب على ادخل المزيد من التحسينات على الأنهار والقنوات المائية. وإلى حد ما في وقت لاحق تم دمج الطاقة البخارية بالعجلات التي تحتاج إلى توجيه وفي تطوير السكك الحديدية التي أصبحت نوع آخر من التحسين الداخلي. ومع الكثير من الخبرة التقنية  السابقة نفسها ظهرت الحاجة  لتحسين الطرق والقنوات المائية  وتم تكليف سلاح المهندسين بالمشاركة في الدراسات العلمية على الأنهار وادخال التحسينات الهندسية عليها.
وتوسعت السكك الحديدية أيضا بسرعة كبيرة دون منافسة داخلية حتى أصبحت المنافسة بين نظم الملاحة القديمة والطرق القديمة المتشعبة منها والسكك الحديدية  ولكن تطور السكك الحديدية كانت أحدث وأسرع. وكان من نتائج هذه المنافسة مع مرور الوقت انتهاء وإغلاق القنوات المائية القائمة وكنتيجة أخرى تطورت الممارسات الاحتكارية المانعة للمنافسة. حيث لم تشارك السكك الحديدية في ذلك مباشرة. وانخفضت حركة المرور عبر القنوات المائية ووضعت الاستخدامات البديلة لطاقة المياه الواردة من وراء السدود. في حين أن اغلاق هذه القنوات كان لا يمكن نقل المياه في بعض المواقع وذلك لتخزين المياه واقامة السدود في مواقع قريبة لتكون في اتجاه تيار الماء  لتوفير الطاقة الكهرومائية الميكانيكية من التوربينات المائية  والتي أكثر كفاءة على نحو متزايد.
ومع التقدم في تصميم المحرك البخاري وضعت وحدات ثابتة لتوفير الطاقة للمصانع في مواقع مقابله للأنهار. وإذا كانت مصادر الوقود متوفرة طوال الوقت لتغير إنتاج الطاقة من حرق الكتلة الحيوية إلى حرق الوقود الأحفوري ولكن البخار العنيد تمكن من توفير الطاقة في المناطق النائية. وخلال هذا الوقت تطورت الإضاءة من الشموع المصنوعه من زيوت الحيتان إلى النفط والكيروسين والغاز إذا كانت متوفرة.
والتحسيانت التي دخلت في وقت سابق كانت أقل كفاءة من تصاميم توربينات المياه حتى تم إنشاء توربينة فرانسيس جديدة في عام 1848م وذلك باستخدام مبادئ علمية واختبار أساليب جديدة لإنتاج وتصميم توربينات بكفاءة 90٪. والأهم من ذلك استخدام  طرق الحساب الرياضية والرسوم البيانية في تصميم التوربينات والتي سمحت للهندسة بعمل تصاميم لتوربينات عالية الكفاءة. وفي 1870م. بدأت صناعة التعدين والمناجم في استخدام  توربينات بيلتون والتي تم تطويرها لتصبح ذات كفاءة عالية والتي استخدمت  الطاقة المائية تحت مختلف ظروف التدفق والضغط. ومع تقدم التطور في تصاميم السدود ومع الانتهاء من بناء سد أسوان الذي يعتبر معلما من معالم الهندسة في الطبيعة. والذي كان قبل وقت بنائه لم يكن هناك  شيء من هذا القبيل على نطاق واسع والذي أصبح من السدود الأولى المهمة التي تؤخذ بعين الاعتبار عند النظر إليه.

## التاريخ
والتشريعات المتعلقة تحديدا بالطاقة الكهرومائية في الولايات المتحدة ظهرت للمرة الأولى في عام 1901م مع أول قانون اتحادي للطاقة الكهرومائية (قانون سلطة المياه الاتحادى) الذي يشترط الحصول على إذن خاص من أجل إنشاء محطة لتوليد الطاقة الكهرومائية والتي سيتم بناؤها وتشغيلها على أي مجرى مائي كبير بما فيه الكفاية  من أجل الحفاظ على حركة القوارب.والذي عدل في وقت لاحق مع إنشاء هيئة وادي تينيسي في أعقاب فترة الكساد العظيم في 1930م.

### نظرة عامة على قانون السلطة الاتحادية
صدر قانون السلطة الاتحادية في عام 1920م بهدف تنظيم مشاريع توليد الطاقة الكهرومائية على المستوى الوطني.  حيث أن الطاقة الكهرومائية لا تزال عنصرا من هذا القانون ولكن تمت إضافة تشريعات إضافية منذ إنشائها. وأصدرت السلطة الاتحادية  قانون إنشاء للجنة تنظيم الطاقة الاتحادية (FERC) باعتبارها السلطة المسؤولة عن تراخيص توليد الطاقة الكهرومائية. ومع مرور الوقت نمت قائمة مهام اللجنة لتشمل حفظ وحماية الممرات المائية الطبيعية والحياة البرية داخلها. وكان قانون السلطة الاتحادية أول تشريع تنظيمي رئيسي لتوليد الطاقة الكهرمائية. وهذا القانون يعرف أيضا مهام اللجنة وولايتها القضائية على  المسطحات المائية وغيرها والتي حددت من خلال الكونغرس حيث تتمتع اللجنة  بالولاية القضائية على تنظيم التجارة بين الدول الأجنبية وبين الولايات المتحدة وهذا يعني أساسا أن اللجنة  لها سلطة غير محدودة للإشراف على  أي أنشطة تجرى على أي مياه موجودة على الأراضي الأميركية.
وتضمنت التعديلات اللاحقة على القانون بعض الأحكام لحماية الحياة البرية ومؤخرا دعت الاشتراطت إلى عمل أبحاث ودراسات تبحث في إمكانية زيادة قدرة الطاقة الكهرومائية للولايات المتحدة باستخدام السدود القائمة. وتم إجراء تعديل آخر والموافقة عليه عام 1992م والتي توجه وزير الطاقة للتعاون مع وزير الداخلية ووزير الدفاع  للبحث عن طرق رخيصة لتعظيم إنتاج الطاقة في المرافق والسدود المملوكة للدولة الاتحادية. وتم توفير المال من أجل عمل ميزانية للدراسات البحثية من وزارة الطاقة. وتم عمل تعديل آخر في عام 1995م يسمح رسميا لوزير الداخلية ووزير الدفاع بتولي الدراسات بناء على تعديل عام 1992.

## مسؤوليات لجنة تنظيم الطاقة الاتحادية (FERC)
اللجنة مسؤولة عن منح التراخيص وإعادة الترخيص والإشراف على عمليات المشاريع الجارية مثل عمليات التفتيش على سلامة السدود والرصد البيئي. 

### الترخيص وإعادة الترخيص
كما هو مبين على موقع اللجنة يجب على أي مشروع لتوليد الطاقة الكهرومائية التقدم بطلب للحصول على ترخيص أو إعفاء من الترخيص إذا كان المشروع قائما على أرض الواقع أو سوف يكون.
1- أن يقع المشروع على ممر مائي خاص بالملاحة في الولايات المتحدة.
2- وعلى الأراضي التي تحتلها الولايات المتحدة.
3- استخدام المياه أو الطاقة المائية  الفائضة من سدود حكومة الولايات المتحدة. أو يقع المشروع على المياه التي يملك الكونجرس  السلطة القضائية للاشراف على التجارة فيها، وقد تأثرت المشاريع بهذه الاجراءات منذ 26 أغسطس 1935 وما بعدها لأن هذه المشاريع تؤثرعلى مصالح الولايات بينها وبين بعضها أو على التجارة الخارجية.
والتراخيص سارية المفعول لمدة تمتد من 30 إلى 50 عام.وتوفر اللجنة للمتقدم للحصول على الرخصة ثلاث عمليات وهم: المتكاملة والتقليدية والبديلة. 

### عملية الترخيص المتكاملة
هي عملية ترخيص متكاملة حيث تم إنشاء هذه العملية المتكاملة لتوفير  الوقت ولضمان حماية كافة الموارد ولتضمن الفعالية للاجراءات المتبعة.
 وكما تقول اللجنة أن العملية  تأسست على الثلاثة مبادئ  التالية: 
تحديد القضية في وقت مبكر وعمل الدراسات اللازمة لسد الثغرات في المعلومات وتجنب دراسات ما بعد التقديم.
دمج احتياجات أصحاب الرخصة من أجل عمليات التراخيص الأخرى
وضع الأطر الزمنية المقررة لاستكمال خطوات عملية لجميع أصحاب الرخصة بما في ذلك اللجنة.
وإذا كان مقدم الطلب يرغب في استخدام العملية التقليدية أو البديلة، فعليه أن يحصل على إذن من اللجنة وترد القواعد المنظمة لعملية الترخيص المتكاملة في اللائحة الخاصة باللجنة في الجزء الخامس.

### عملية الترخيص التقليدية
تتكون عملية الترخيص التقليدية من ثلاث مراحل عملية قبل التقدم  للحصول على تراخيص جديدة وفي المرحلة الأولى، يصدر مقدم الطلب إشعارا نية وطلب لاستخدام عملية الترخيص التقليدية. وبعد موافقة اللجنة على استخدام عملية الترخيص التقليدية. تجري عمليات مشتركة بين اللجنة  تتضمن الاجتماعات العامة إلى جانب الزيارات الميدانية ويتم قبول التعليقات المكتوبة.

### دور الدولة في الترخيص الاتحادى
كما قررت في قضية المحكمة العليا في الولايات المتحدة باصدار المرسوم العالي  في قضية شركة وارن ضد مجلس حماية البيئة في ولاية ماين فان الولايات لديها القدرة على فرض قيود على الترخيص الاتحادية أو إعادة الترخيص لمرافق الطاقة الكهرومائية. وقررت المحكمة أن الدولة تستطيع أن تفرض القيود من خلال شهادة جودة المياه تحت المادة 401 من (قانون المياه النظيفة). وسوف تتضمن أحكام وشروط الترخيص الاتحادي بنود وشروط الشهادة التي تصدرها الدولة.

### الإعفاءات من الترخيص
قد تصدر اللجنة نوعين من الإعفاءات من الترخيص. وفي حين أن المرافق التي تمنح هذه الإعفاءات لا تخضع لمتطلبات الجزء 1 من قانون الطاقة الاتحادي فإنها لا تزال تخضع لشروط وأحكام تحددها السلطات الاتحادية والبحرية والحياة البرية. والإعفاءان هما لمشاريع الطاقة الكهرومائية الصغيرة وإعفاءات لقنوات المياه الصغيرة.
ويمكن إعفاء مشاريع الطاقة الكهرومائية الصغيرة ذات القدرات البالغة 5 ميغاوات أو أقل من الترخيص الاتحادي. ويجب أن تكون هذه المشاريع إما:
استخدام رأس الضغط في سد «لا تملكه أو تشغله الولايات المتحدة أو بأداة من الحكومة الاتحادية، بما في ذلك سلطة وادي تينيسي» أو
استخدام "ميزة المياه الطبيعية، مثل بحيرة طبيعية أو شلال أو التدرج من تيار مياه طبيعي. دون الحاجة إلى سد أو احتجاز من صنع الإنسان ولن تحتفظ المياه وراء أي بنية لغرض التخزين والإفراج عن المياه وقت الحاجة.
تتوفر الإعفاءات للمرافق الكهرومائية ذات القناة الصغيرة بقدرة توليد 15 ميجاواط أو أقل (أو إذا كانت منشأة بلدية أو 40 ميجاواط أو أقل قدرة توليد مثبتة). يجب أن تستثنى مكونات المرفق القناة وخطوط النقل المرتبطة بها ولا يمكن أن تكون «جزءا لا يتجزأ من السد» ولا يمكن استخدام سد لتوريد رأسها الهيدروستاتيكي ولا يمكن أن يكون موجودا على الأراضي الاتحادية. يجب توفير الطاقة الكهرومائية لتوليد الكهرباء عن طريق قناة. ويجب أن تدخل المياه التي يفرغها المرفق إلى قناة أو تستخدم مباشرة للاستهلاك الزراعي أو المحلى أو الصناعي.
ويعرف مصطلح القناة في هذا السياق بأنه أي نفق أو قناة أو خط أنابيب أو قناة أو مسيل أو خندق أو ما شابه ذلك من نقل المياه التي يتم تشغيلها من أجل توزيع المياه للاستهلاك الزراعي أو المحلى أو الصناعي وليس أساسا لتوليد الطاقة.

### التفتيش على سلامة السدود
وقد وضعت اللجنة خطة لرصد بناء السد وتشغيله يسمى خطة مراقبة سلامة السدود. وتحدد هذه الخطة التي أنشئت بمساعدة مالكي السدود والاستشاريين والرابطة الوطنية للطاقة الكهرومائية ولجنة الطاقة الهيدروليكية، كيفية قيام المالك برصد سلامة السد وأداءه فيما يتعلق بالقواعد والأنظمة التي تحكمها.
وتتضمن الخطة أقسام حول الأجهزة وصيانة المعدات وتردد القراءة والإجراءات ومستويات الإجراءات والإجراءات يجب أن لا يحدث فشل في هذا وكيفية تنسيق التقارير المرسلة إلى اللجنة. وتشمل التقارير الصور والرسوم البيانية والبيانات التي تم التقاطها في السد.

#### حماية البيئة
فيما يتعلق بالبيئة يتمثل هدف اللجنة في ضمان تقليل الأضرار الناجمة عن مشاريع الطاقة الكهرومائية إلى أدنى حد ممكن. وهي تتطلب من جميع مقدمي الطلبات التواصل مع جميع أصحاب المشروع المعنيين قبل تقديم الطلبات. ويشمل هؤلاء أصحاب المشروع الوكالات الاتحادية والمشرفة على الموارد الطبيعية والقبائل الهندية قى المنطقة ووكالات نوعية المياه الدولية. وقد وضعت اللجنة قائمة الاتصال التشاورى الأولي لتسهيل التواصل. واللجنة تصدر أيضا مشروع «التقييمات البيئية» أو مشروع «بيانات الأثر البيئي» ويدعو الجمهور للتعليق. والنسخ الإلكترونية من المسودات والنسخ النهائية متاحة للجمهور. ولدى إصدار التراخيص من اللجنة تفرض بعض الشروط التي تهدف إلى التخفيف من الآثار البيئية .

## التأثير البيئي
إن بناء السدود الكبيرة اللازمة لتسخير قوة المياه يغير الشكل الطبيعي للبيئة. ويمكن أن تؤدي إلى تآكل التربة وانتشار الأمراض وفقدان أنواع من الكائنات الحية وحتى كما يدعي عالم واحد وتغيير في دورة الأرض بسبب الكميات هائلة من المياه التي تنقل إلى الخزانات. كما أن الكميات الرئيسية من الخرسانة اللازمة لهذه السدود تعني زيادة انبعاثات ثاني أكسيد الكربون في الغلاف الجوي وتعزيز الجريان السطحي الذي يحد من قدرة إعادة تجميع طبقات المياه الجوفية الجوفية التي توفر مياه صالحة للشرب. ويمكن الاطلاع على بعض التشريعات التي تسعى إلى الحد من الآثار البيئية السلبية لبناء السدود مثل:

### قانون الأنواع المهددة بالانقراض
أحد العوائق الرئيسية في عملية الترخيص هو قانون الأنواع المهددة بالانقراض في عام 1973م سعى هذا القانون إلى حماية الأنواع المهددة بالانقراض من الآثار السلبية للإجراءات البشرية المنشأة حديثا. فهو يميز بين الأنواع المهددة بالانقراض والمهددة ولكنه يطبق نفس الحماية على كليهما. والسبب في إعاقة عملية الترخيص والترخيص في مجال الطاقة الكهرومائية هو أن لها أولوية على أي نشاط حكومي وبالتالي فهي تحل محل أي مشروع بناء.
وتنص المادة 7 من القانون على أنه يجب على الوكالات الاتحادية أن تضمن ألا يؤثر أي إجراء تتغاضيه على «وجود الأنواع المدرجة أو تعديل موائلها الحرجة». وترد القائمة المشار إليها في هذا القانون أيضا يجب النظر في الأنواع. وخلصت المحكمة العليا إلى أن الكونغرس يسعى إلى «وقف وعكس الاتجاه نحو انقراض الأنواع مهما كانت التكلفة». أما الآثار الرئيسية المترتبة على القانون وحكم المحكمة العليا من حيث انتشار الطاقة الكهرمائية فهي تكاليف إضافية وتأخيرات وتحليلات الموقع التي تجعل بناء السد أكثر صعوبة وأقل جاذبية للمستثمرين.
بسبب تكاليف البناء والصيانة العالية للغاية للسدود ومعدات التوليد فإن الاستثمار الخارجي هو مفتاح صناعة الطاقة الكهرومائية. وهذا يعني أن القانون يشكل عائقا أمام نمو هذه الصناعة. والأنواع المحمية وهي أنواع مائية إلى حد كبير قد تتأثر على أنماط الهجرة للكائنات الحية وعادات التغذية بتشييد السد وتشغيله لاحقا. وفي شمال غرب المحيط الهادئ شهد نهر كولومبيا وحده بناء 75 سدا بين عامي 1930م و 1990م. وأدى ذلك إلى استنزاف أعداد سمك السلمون التي أضيفت منذ ذلك الحين إلى قائمة قانون الأنواع المهددة بالانقراض.
وإلى جانب القتل أثناء بناء السدود وتشغيلها فإن مخزونات سمك السلمون تتضاءل لأن حصادها يصبح أسهل بكثير الآن بعد أن تحد السدود من الحركة وتزيد من كثافتها في أي منطقة واحدة. وبفضل تطبيق القانون تضاعفت أعداد سمك السلمون مرة أخرى في نهر كولومبيا ولم يتم بناء سدود جديدة منذ عام 1990م.

### قانون حماية المستهلكين الكهربائيين
قانون حماية المستهلك الكهربائي كان تعديلا لقانون الطاقة الاتحادي وأصبح قانونا في عام 1986م. ويتضمن أحكاما للحياة البرية ويتطلب أن يعطي اللجنة «اعتبارات متساوية للقيم غير المولدة للطاقة مثل البيئة والترفيه والأسماك والحياة البرية كما تعطى لأهداف السلطة والتنمية عند اتخاذ قرارات ترخيص مشاريع الطاقة الكهرومائية». ومن النتائج الرئيسية لهذا الحكم زيادة كبيرة في رسوم التراخيص نظرا إلى أنه يتعين إجراء دراسات رئيسية قبل أن يؤذن بأي مشروع. وهناك حكم آخر ينص على أن اللجنة يجب أن تعمل مع وكالات الأسماك والحياة البرية للتخفيف من الآثار البيئية للسدود القائمة.

## التسويق
تستخدم برامج البحث والتطوير والحوافز المالية لتشجيع الطاقة المائية. والحوافز المالية القائمة هي: ائتمانات ضريبية لإنتاج الطاقة المتجددة وضمانات القروض وسندات الطاقة المتجددة النظيفة وسندات الحفاظ على الطاقة المؤهلة.

### برنامج الطاقة الكهرومائية التابع لوزارة الطاقة
يشكل برنامج الطاقة الكهرومائية التابع لوزارة الطاقة الأمريكية جزءا من مكتبه لتكنولوجيات الرياح والطاقة الكهرومائية. وتتمثل مهمة برنامج الطاقة الكهرومائية في «إجراء البحوث والتطوير التي من شأنها تحسين الفوائد التقنية والمجتمعية والبيئية للطاقة الكهرومائية وتوفير تكنولوجيات تنافسية من حيث التكلفة تمكن من تطوير قدرات الطاقة المائية الجديدة وزيادتها». ويجرى البحث بالاقتران مع غيرها والوكالات الاتحادية والجماعات المشاركة في هذه الصناعة. ويتم تقييم التقدم المحرز والنتائج من خلال إجراءات لجنة فنية من الخبراء. وتشمل المختبرات الوطنية الثلاث المشاركة في البرنامج مختبر ايداهوا الوطني ومختبر أوك ريدج الوطني والمختبر الوطني شمال غرب المحيط الهادي.

### الائتمان الضريبي من تحسينات الكفاءة أو إضافات القدرات
وقد تنطبق المنشآت الكهرومائية التي دخلت حيز الخدمة بعد 8 أغسطس / آب 2005 وقبل 1 يناير / كانون الثاني 2014 للحصول على ائتمان ضريبي لمكاسب الإنتاج الإضافية من تحسينات الكفاءة أو إضافات القدرات. وتم إنشاء هذا الائتمان الضريبي بموجب القسم 1301 من قانون سياسة الطاقة الأمريكية لعام 2005 والذي يعدل القسم 45 من قانون الإيرادات الداخلية لعام 1986م. وكما هو مبين في إيبكت 2005 فإن «إنتاج الطاقة الكهرومائية التدريجية في أي سنة خاضعة للضريبة يجب أن يساوي النسبة المئوية لمتوسط إنتاج الطاقة الكهرومائية السنوية في المرفق الذي يعزى إلى تحسينات الكفاءة أو إضافات القدرات» ويحدد «باستخدام نفس تدفق المياه المعلومات المستخدمة لتحديد خط أساس سنوي متوسط لإنتاج الطاقة الكهرومائية». ويجب أن تكون هذه النسبة المئوية وخط الأساس معتمدة من اللجنة الاتحادية لتنظيم الطاقة.
ويجب ألا يستند تحديد إنتاج الطاقة الكهرومائية الإضافية إلى أي تغييرات تشغيلية في مرفق لا يرتبط ارتباطا مباشرا بتحسينات الكفاءة أو إضافات القدرات. وفي القسم 1301 لم يتم تعريف «تحسينات الكفاءة» و «إضافات القدرات». (وهي تستثني مجرد «التغييرات التشغيلية ... غير المرتبطة مباشرة بتحسينات الكفاءة أو إضافات القدرات»). ولذلك تفسر اللجنة «تحسينات الكفاءة» مثل ترقيات للمولدات أو التوربينات التي تؤدي إلى زيادة توليد الطاقة. وهي تفسر «الإضافات من القدرة» على أن تكون «أي زيادة في القدرة المولدة بخلاف الإضافة الناتجة عن تحسين الكفاءة أو إضافة ناتجة عن تغيير تشغيلي».

### للحصول على شهادة من اللجنة يجب تقديم طلب يتضمن (الخطوط العريضة المباشرة للمشروع)

#### المتوسط التاريخي لإنتاج الطاقة الكهرمائية السنوية (خط الأساس):[20]
حساب متوسط خط إنتاج الطاقة الكهرومائية السنوي التاريخي للمرفق يتم احتسابه جنبا إلى جنب مع المعلومات الداعمة لتدفق المياه والبيانات السنوية الفعلية لإنتاج الطاقة المقابلة لفترة التسجيل. ويجب أن تستند هذه الحسابات إلى القدرات التشغيلية للوحدات على النحو المأذون به بموجب ترخيص أو إعفاء من اللجنة.
النسبة المئوية لمتوسط إنتاج الطاقة الكهرومائية السنوي العائد إلى الكفاءة التحسينات أو الإضافات من القدرات
إضافات القدرات: القدرة الإضافية المركبة والجيل السنوي المتوقع للمنشأة استنادا إلى نفس المعلومات المتعلقة بتدفق المياه المستخدمة لدعم حساب خط الإنتاج السنوي المتوسط السنوي للطاقة الكهرومائية في بند القانون.
تحسينات الكفاءة: حساب الشركة المصنعة لتحسينات الكفاءة على معدات التوليد المتطورة والجيل السنوي المتوقع للمرفق استنادا إلى نفس بيانات تدفق المياه المستخدمة لدعم حساب متوسط خط إنتاج الطاقة الكهرمائية السنوية التاريخية.
الحسابات التي تبين النسبة المئوية لمتوسط إنتاج الطاقة الكهرومائية السنوي الذي يعزى إلى تحسينات الكفاءة أو إضافات القدرات.
التاريخ المقترح أثناء الخدمة.

### ضمانات القروض
وقد وضع قانون سياسة الطاقة وقانون الانتعاش برامج قروض لدعم إنتاج الطاقة الكهرومائية وتطوير الطاقة النظيفة الأخرى. وفي كلا الفعلين يلزم سداد القرض على مدى فترة لا تزيد عن 30 سنة أو 90 في المائة من العمر الإنتاجي المتوقع للأصل الممول.
وقد تم إنشاء البرنامج الابتكاري لضمان القروض من قبل إباك تيتل زفي ل «دعم نشر نشر تقنيات الطاقة النظيفة المبتكرة التي تقلل أو تتجنب أو تحجز ثاني أكسيد الكربون وانبعاثات الهواء الأخرى». وقد أذنت الحكومة الاتحادية حتى 42.5 مليار دولار في ضمانات القروض.
خصص قانون الاسترداد 6 مليارات دولار للتعويض عن رسوم ضمان القروض التي تدفع إلى وزارة الطاقة باعتبارها علاوة مخاطر للضمان. هناك 30 سبتمبر 2011 الموعد النهائي لبدء بناء الإضافات والمشاريع المؤقتة في إطار برنامج القروض في قانون الاسترداد.

### سندات الطاقة المتجددة والنظيفة
سندات الطاقة المتجددة النظيفة هي قروض اتحادية مصرح بها بموجب قانون سياسة الطاقة لعام 2005 لغرض تمويل مشروعات الطاقة المتجددة . ولا تقتصر على مشاريع الطاقة الكهرومائية بل ومؤهلة للاستخدام مع جميع التقنيات المدرجة في الائتمان الضريبي الإنتاج الطاقة المتجددة الاتحادية. ويمكن إصدار هذه القروض الاتحادية المجانية بدون فائدة من قبل التعاونيات الكهربائية والهيئات الحكومية وبعض المقرضين. ويتلقى حامل السندات إعفاءات ضريبية كوسيلة للتعويض عن أي مدفوعات فوائد. الحد الأقصى الحالي المسموح به لإصدار سندات الطاقة المتجددة النظيفة هو 2.4 مليار دولار.

### سندات الحفاظ على الطاقة المؤهلة
يتم تطبيق سندات الحفاظ على الطاقة المؤهلة لمجموعة واسعة من المشاريع من سندات الطاقة المتجددة النظيفة. هذه القروض متاحة لكفاءة البناء وإنتاج الطاقة المتجددة، وتطبيقات البحث والتطوير، وحملات النقل الجماعي وكفاءة الطاقة العامة بالإضافة إلى المشاريع المؤهلة للحصول على هذه الخدمات. على عكس سندات الطاقة المتجددة والنظيفة فسندات الحفاظ على الطاقة المؤهلة لا تخضع لتطبيقات وزارة الخزانة الأمريكية والموافقات. ويتم إصدار السندات إلى الولايات استنادا إلى نسبة تلك الولاية من سكان الولايات المتحدة. وتقوم الدولة بعد ذلك بتوزيع سندات الحفاظ على الطاقة المؤهلة بين البلديات والمقاطعات التي يبلغ عدد سكانها 100000 أو أكثر.

### نظرة عامة على معايير سندات الحفاظ على الطاقة المتجددة لمختلف الولايات
معايير سندات الحفاظ على الطاقة المتجددة هي سياسات الولاية التي تحدد الحد الأدنى المطلوب من الطاقة المتجددة لتوليد الكهرباء. وتوجد حاليا 24 ولاية تطبق فيها سياسات معايير السندات وتشمل جميعها الطاقة الكهرومائية باعتبارها تكنولوجيا مؤهلة. والنسب المئوية المحددة هي أهداف للشرط الكامل المحدد لسنة معينة بدءا من عام 2013 (في فيرمونت ونيويورك) وحتى عام 2030 (كاليفورنيا). ومن بين الولايات التي لديها سياسات معايير سندات الحفاظ على الطاقة المتجددة في بنسلفانيا التي لديها أدنى نسبة مئوية مطلوبة من توليد الطاقة المتجددة (8٪) ومن لديها أعلى (40٪).

## الأولويات الوطنية لسياسة الطاقة الكهرومائية
للرابطة الوطنية للطاقة الكهرومائية حاليا خمسة أولويات للسياسات في جدول أعمالها. الأول هو عملية تنظيمية أكثر كفاءة. ويقولون إن عملية الترخيص العاجلة التي تستغرق سنتين للمشاريع ذات التأثير المحدود ستسمح للطاقة الكهرومائية أن تكون على قدم المساواة مع التكنولوجيات المتجددة الأخرى. والثاني هو تعادل الائتمان الضريبي. وتتلقى الطاقة الكهرمائية حاليا نصف المعدل لكل كيلو/واط/ ساعة في إطار الائتمان الضريبي الإنتاجي وترى الهيئة الوطنية للنفط أنه ينبغي زيادتها بحيث تكون مساوية للتكنولوجيات المتجددة الأخرى. أما الأولوية الثالثة فتتطلب تحفيز إنتاج الكهرباء المتجددة وتصنيعها (الاعتمادات الضريبية الصناعية، وسندات الطاقة النظيفة والمتجددة، والاعتمادات الضريبية للإنتاج والاستثمار). كما أنهم يريدون معيارا فدراليا نظيفا ومتجددا للطاقة يعزز التنمية. وتدعو الأولوية الأخيرة إلى مواصلة الاستثمار في البحث والتطوير في مشاريع الطاقة الكهرمائية التقليدية وغير التقليدية.

## التشريعات الفاشلة

### قانون تكامل الطاقة والمياه لعام 2009
سعى قانون تكامل الطاقة والمياه لعام 2009 برعاية السناتور جيف بينغمان إلى جعل وزير الطاقة يتعاون مع الأكاديمية الوطنية للعلوم لإجراء تحليل لكيفية تأثير تنمية الطاقة على الموارد المائية في الولايات المتحدة. تم إدخال مشروع القانون في وقت متأخر جدا في الدورة 111 للكونغرس وبالتالي لم تصل إلى التنفيذ.

### قانون تحسين الطاقة الكهرومائية لعام 2010
وقد سعى قانون تحسين الطاقة الكهرومائية لعام 2010 برعاية السيناتور ماريا كانتويل وباتي موراي إلى زيادة الطاقة المولدة من الطاقة الكهرمائية بمقدار 75 ألف ميغاواط وكذلك خلق فرص عمل في قطاع الطاقة. وقد أعطت الإذن فيرك للإسراع في عملية الترخيص والترخيص للمشاريع الجديدة وأيضا لإجراء البحوث في زيادة الطاقة الكهرومائية. ودعا مشروع القانون إلى وضع برنامج للمنح لزيادة إنتاج الطاقة الكهرمائية وخطة للبحوث والتنمية والتظاهر لتحقيق نفس الغاية.
وقد أدخل التشريع في وقت متأخر جدا خلال الدورة ال 111 للكونغرس وبالتالي لم يصل أبدا إلى الكلمة. ومنذ ذلك الحين تم إحياء قانون تحسين الطاقة الكهرومائية لعام 2011 وهذه المرة برعاية السيناتور ليزا موركوسكي.

### قانون تنمية الطاقة المتجددة للطاقة الكهرومائية
سعى قانون تنمية الطاقة المتجددة للطاقة الكهرومائية الذي ترعاه السيناتور ليزا موركوسكي إلى تحفيز الاستثمار في مجال الطاقة الكهرومائية عن طريق توسيع تعريفه بحيث يصبح أكثر أنواعه مؤهلا للحصول على ائتمانات ضريبة الإنتاج وأنواع أخرى من التمويل الحكومي. كما حاول مشروع القانون إعادة تعريف الطاقة الكهرومائية كمصدر للطاقة المتجددة في أعين الحكومة الاتحادية. ومن شأن ذلك أن يجعل مشاريع الطاقة الكهرومائية مؤهلة للحصول على مزيد من الائتمانات الضريبية التي لا تتوفر حاليا إلا لمصادر الطاقة المتجددة التقليدية مثل الطاقة الشمسية وطاقة الرياح. تم إدخال قانون تنمية الطاقة المتجددة للطاقة الكهرومائية في وقت متأخر جدا خلال الدورة 111 للكونغرس وبالتالي لم يصل إلى المناقشة.

### قانون تحسين الطاقة الكهرومائية لعام 2011
قانون تحسين الطاقة الكهرومائية لعام 2011 هو تابع لنظيره في عام 2010 الذي لم يصل أبدا إلى الكلمة لأن الدورة 111 الكونغرس أنهيت. ووفقا لراعيها السيناتور ليزا موركوسكي فإن مشروع القانون يسعى إلى «زيادة كبيرة في قدرة وتوليد موارد الطاقة المائية المتجددة في الولايات المتحدة». لم يكن من الممكن إدخاله في وقت أفضل بالنظر إلى الاهتمام المتزايد بالطاقة النووية الناجم عن التسونامي الياباني والانهيارات اللاحقة للمفاعل النووي.

### وحدة بونيفيل لتسهيل وتيسير الطاقة الكهرومائية
يسعى قانون بونيفيل للوحدات الكهرومائية النظيفة الذي يرعاه السيناتور أورين هاتش إلى تعزيز تنمية الطاقة الكهرومائية في نظام شوكة الماس لمشروع يوتا الوسطى . واعتبارا من 7 مارس 2011 تم تقديم مشروع القانون هذا إلى الكونغرس، وقراءة مرتين وأحيل إلى لجنة الطاقة والموارد الطبيعية.

### قانون تعزيز الطاقة الكهرمائية على نطاق صغير لعام 2011
يسعى قانون تعزيز الطاقة الكهرومائية على نطاق صغير في عام 2011م برعاية السيناتور أدريان سميث إلى تعزيز تركيب مشاريع الطاقة الكهرومائية الصغيرة أكبر من (<1.5 ميغاواط) بإعفائها من بعض شروط الترخيص الأكثر صرامة لقانون الطاقة الاتحادية . هذه الإعفاءات تجعل عملية البناء أسرع وأقل تكلفة بكثير. وفي الوقت الحالي، أحيل مشروع القانون هذا إلى اللجنة الفرعية المعنية بالطاقة والسلطة .

## التشريعات المقترحة حاليا

### قانون كفاءة التنظيم الكهرومائي لعام 2013
قانون كفاءة التنظيم الكهرومائي لعام 2013 هو مشروع قانون تم عرضه على مجلس النواب الأمريكي (الكونغرس في الدور ال 113 للولايات المتحدة في 15 يناير 2013. وقد مرر مجلس النواب في 13 فبراير 2013 بتصويت 422 -0.) وكان القصد من هذا القانون هو تغيير بعض الأنظمة في الولايات المتحدة المحيطة بالطاقة الكهرومائية عن طريق تيسير إنشاء محطات طاقة مائية أصغر حجما. ووفقا لمؤيدي مشروع القانون، فإن اللوائح الحالية غير عملية وتمثل عقبة كبيرة أمام إنشاء المزيد من محطات الطاقة الكهرومائية. وسوف يغير القانون 267 هذه اللوائح لتسهيل حصول المصانع الصغيرة على الموافقة بسرعة. كما يتطلب التشريع من لجنة تنظيم الطاقة الاتحادية دراسة كيفية زيادة تحسين العملية التنظيمية. وسوف يعدل القانون 267 قانون السياسات العامة للمنفعة العامة لعام 1978 وقانون الطاقة الاتحادية. حاليا، مشاريع الطاقة الكهرومائية إنتاج 5000 كيلوواط أو أقل من السلطة يمكن تجنب الحاجة للحصول على تراخيص معينة. وسيرفع هذا المبلغ إلى 000 10 كيلوواط مما ييسر السرعة التي يمكن بها بناء مشاريع الطاقة الكهرمائية الصغيرة. وتعني القواعد الحالية أن الحصول على موافقة مشاريع الطاقة الكهرومائية يستغرق حوالي خمس سنوات، وفقا لمصادر صناعة الطاقة الكهرومائية.

## وصلات خارجية
الموقع الرسمي لوزارة الطاقة
برنامج ضمان القروض نسخة محفوظة 22 أبريل 2014 على موقع واي باك مشين.
الموقع الرسمى للجنة تنظيم الطاقة الاتحادية (FERC)